# Jean-Christophe Vergne
Pour les articles homonymes, voir Vergne.
Jean-Christophe Vergne, né le 4 novembre 1965 à Figeac, est un dessinateur et un scénariste de bande dessinée français.

## Biographie
Né à Figeac en 1965, Vergne étudie les techniques du dessin avec l'aide de professionnels qu'il rencontre. Après des études d'histoire de l'art, il s'installe en 1988 en tant que peintre décorateur, fonde une école de dessin et peinture tout en travaillant chez un maître verrier. Il obtient en 2000 une licence d'arts plastiques puis travaille dans la bande dessinée ; en 2001 a lieu la publication de son premier album : Le Cœur de Lion, Fils d'Aliénor, avec Sophie Balland (éd Assor BD) et, au scénario, Eriamel. Après sa rencontre avec le scénariste Daniel Bardet sort en 2004 Bossuet l'Aigle de Meaux (éd Grafouniages), puis en 2006 l'album Les Trésors du Célé (éd Contrat Rivière Célé), Robinson Crusoé (édition Adonis/Glénat), Les Affreux éd. 12bis, Le retour de Serpentine et 1944 - Louise éd. JCV. Il enseigne toujours l'aquarelle et le dessin.

## Œuvre

### Albums

#### Comme dessinateur
Richard coeur de lion fils d'Aliénor scénario Eriamel dessins de Jean-Christophe Vergne ed Assor BD
- Les Affreux, scénario de Philippe Chanoinat et Frédéric Marniquet, dessins de Jean-Christophe Vergne et Denis Grand, 12 bis

1. Dumont Père et Fils, 2012  (ISBN 978-2-356-48229-7)

- Bossuet - L'Aigle de Meaux, scénario de Daniel Bardet, Grafouniages Éditions, 2004
- Cadmos (Sauvegarde et diffusion du patrimoine littéraire mondial), Adonis, collection Romans de toujours
  - Robinson Crusoé, scénario de Christophe Lemoine d'après l'œuvre de Daniel Defoe, 2007  (ISBN 978-995-349-302-2)
- Les aventures de Chris et Sophie, Conseil général du Lot

1. Les trésors du Célé, 2006  (ISBN 2-9527491-0-8)
2. On a volé l'œil de la Vouivre, 2008  (ISBN 978-2-9527491-1-4)
3. Le retour de Serpentine ,2013

- Le Cœur de Lion, scénario d'Eriamel, Assor BD

1. Fils d'Aliénor, 2001  (ISBN 2-9516660-0-4)

- Histoire(s) de Toulouse, scénario et dessins collectifs, Éditions Grand Sud, 2011  (ISBN 978-2-363-78006-5)
- Histoires d'Albi, scénario et dessins collectifs, Éditions Grand Sud,
- Cristal "Manipulations, scénario Maric, dessins Marcello/Vergne Jean Christophe ed.Regards 2014
- 1944-Louise scénario et dessins Vergne Jean Christophe ed.JCV 2015  (ISBN 9782954549217)
- 1944-Pierot  scénario et dessins Vergne Jean Christophe ed.JCV
- 1944-les autres  scénario et dessins Vergne Jean Christophe ed.JCV
- 1944-Et maintenant... scénario et dessins Vergne Jean Christophe ed.JCV
- Deux beaux salauds scénario F.Sauteron /dessins Vergne Jean Christophe ed l'Harmattan 2020